# Stanisław Bełch
Stanisław Bełch (ur. 13 stycznia 1904 w Różance, zm. 3 czerwca 1989 w Korczynie) – polski duchowny rzymskokatolicki, kapelan WP we Francji i Anglii, ochotnik wojny 1918 i 1920, Generalny Sekretarz Katolickiego Stowarzyszenia Mężów i Asystent Chrześcijańskich Związków Zawodowych, wydawca, tłumacz i autor wielu książek.

## Życiorys
Urodzony w Różance, k. Strzyżowa, w wielodzietnej rodzinie chłopskiej, która w 1910 przeniosła się do Sobniowa. Rodzice jego, Izydor i Teresa Strzępek, mieli dziewięcioro dzieci, pięciu chłopców i czworo dziewcząt. Jedna z nich, jako zakonnica, była przez dziesiątki lat na misjach w Afryce. Tylko jeden z chłopców ożenił się, pozostali obrali stan duchowny: Andrzej – michalita, ks. Józef (uczestnik ruchu oporu AK, więzień polityczny, ofiara represji stalinowskich, malarz), Franciszek – dominikanin.
Jan i Stanisław brali udział jako legioniści w wojnie w 1918 i w wojnie polsko-bolszewickiej.
Ukończył gimnazjum w Jaśle w 1924. Wstąpił do Seminarium Duchownego w Przemyślu, święcenia kapłańskie otrzymał 29 czerwca 1928 roku. W 1957 w Katedrze Historii Średniowiecznej Polskiego Uniwersytetu na Obczyźnie obronił doktorat pod kierunkiem Henryka Paszkiewicza.

## Działalność duszpasterska
Był wikariuszem w parafii Niepokalanego Poczęcia Najświętszej Maryi Panny w Jasienicy Rosielnej, potem w katedrze w Przemyślu, gdzie m.in. prowadził Katolickie Stowarzyszenie Młodzieży, Chrześcijański Związek Zawodowy i harcerstwo. Był katechetą w Dobromilu i Sokołowie Młp.
Został wikariuszem w Krośnie. Tu zorganizował Zjednoczenie Zawodowe „Praca Polska”. Był administratorem parafii Wrocanka k. Krosna. W 1939 został Generalnym Sekretarzem Katolickiego Stowarzyszenia Mężów i Asystentem Chrześcijańskich Związków Zawodowych. Zaangażował się w działalność harcerską w randze podharcmistrza.
W 1939 wyjechał do Rzymu, na studia na Papieskim Uniwersytecie Angelicum.
W czasie II wojny światowej 10 stycznia 1940 biskup polowy ks. Józef Gawlina powołał go na Kapelana Wojska Polskiego we Francji. Po jej kapitulacji ewakuował się wraz z wojskiem 25 czerwca 1940 do Szkocji, a potem do Londynu.
Dla przeciwstawienia się antykatolickiej propagandzie nawiązał w lipcu 1940 współpracę z angielskim drukarzem katolickim Frankiem Mildnerem i zaczął wydawać tygodnik „Jestem Polakiem” pod redakcją dr. Jerzego Pańciewicza.
Utworzył w Londynie Katolicki Fundusz Wydawniczy. Wydawał; m.in. Pismo Święte i polskie przekłady encyklik papieskich oraz dziesiątki tysięcy modlitewników, które za pośrednictwem Międzynarodowego Czerwonego Krzyża dostarczał do obozów jenieckich w Niemczech i ZSRR. W wydawnictwa o tematyce religijnej zaopatrywał żołnierzy polskich na Wschodzie, a także okupowany kraj. Łącznie do roku 1946 wydał 74 książki i broszury.
Przeciwstawiał się obrażaniu czci Patrona Polski św. Stanisława Biskupa i stanął w obronie Ojca Świętego Piusa XII. Poruszył ją w rozprawce Stolica Apostolska a Polska. Przetłumaczył na język polski i wydał Jana Długosza Żywot św. Stanisława, Biskupa. Na 900-lecie śmierci św. Stanisława opracował źródłowo i krytycznie oraz wydał monumentalne dzieło „Święty Stanisław- Biskup – Męczennik – Patron Polaków”.
Ks. Stanisława Bełch w Anglii został mianowany w 1945 Kapelanem Młodzieży Akademickiej, i założył Hospicjum św. Stanisława w Londynie /ośrodek duszpasterski/, oraz dom dla studentów wraz z kaplicą i stołówką.
W Anglii zainicjował założenie dla dziewcząt szkoły średniej z internatem w Pitsford. Taką samą szkołę dla chłopców założył w Fawley Court. Dla edukacji duchowej starszego pokolenia założył Koło im. św. Stanisława, a dla kształcenia intelektualnego Koło Tomistyczne, na którym wykładał Sumę teologiczną.
W 1947 utworzył Fundację Veritas (od 1948 do 1966 jej prezesem był płk. Adam Kosiba), a zarejestrowany na siebie Katolicki Fundusz Wydawniczy przekazał Katolickiemu Ośrodkowi Wydawniczemu Veritas. Założył Polskie Katolickie Stowarzyszenie Uniwersyteckie Veritas, które weszło do międzynarodowej organizacji uniwersyteckiej „Pax Romana”.
Od 1948 roku studiował filozofię polityczną oraz historię pod kierunkiem Oskara Haleckiego na Katolickim Uniwersytecie Towarzystwa Jezusowego w Fordham w Nowym Jorku oraz na Uniwersytecie Notre Dame w Indianie. Uzyskał na Uniwersytet Fordham dyplom magisterski za pracę Jan Długosz jako historyk.
Od 1950 r. wykładał etykę św. Tomasza z Akwinu na Uniwersytecie Notre Dame (Indiana) i równocześnie studiował socjologię międzynarodową.
W 1957 r. na wezwanie ks. bpa J. Gawliny wrócił do Londynu. Nadal prowadził duszpasterstwo akademickie, wyszukiwał i studiował dzieła Pawła Włodkowica, które opracował w dziele w języku angielskim Paulus Vladimiri and his doctrine concerning international law and politics /wyd. 1965 r./. Na podstawie; I rozdziału tego dzieła uzyskał doktorat na Polskim Uniwersytecie na Obczyźnie pod kierunkiem Henryka Paszkiewicza.
Ks. bp J. Gawlina powołał go na eksperta soborowego i zlecił mu opracowanie „Doktryny Pawła Włodkowica”, podającej katolickie zasady współżycia narodów, którą następnie wręczył wszystkim Ojcom Soboru.
W 1961 ks. Stanisław Bełch został odznaczony szambelanią papieską.
W 1962 rozpoczął przygotowania do przetłumaczenia na język polski I wydania „Sumy teologicznej” św. Tomasza z Akwinu w 34 tomach. Sam przetłumaczył trzy tomy. Był kierownikiem i redaktorem tego wydania. Podjął też starania o fundusze i udało mu się wydrukować dodatkowo 1200 egzemplarzy, przeznaczonych bezpłatnie dla Kościoła w Polsce. Wydanie „Sumy” zakończyło się w 1986 roku. Od 1965 był członkiem korespondentem Polskiego Towarzystwa Naukowego na Obczyźnie.
W 1977 otrzymał Nagrodę Pisarską Stowarzyszenia Polskich Kombatantów za pracę pt. Święty Stanisław Biskup Męczennik.
W 1986 ks. Stanisław Bełch zamieszkał na zaproszenie ks. Pawła Jasińskiego w Fawley Court /k. Londynu/ w Szkole Księży Marianów, gdzie nauczał historii Kościoła.
W PRL informacje na temat Stanisława Bełcha podlegały cenzurze. Jego nazwisko znajdowało się na specjalnej liście osób z całkowitym zakazem publikacji Zalecenia cenzorskie dotyczące jego osoby zanotował Tomasz Strzyżewski, który w swojej książce o peerelowskiej cenzurze opublikował notkę informacyjną nr 9 z 1975 roku Głównego Urzędu Kontroli Prasy, Publikacji i Widowisk. Wytyczne dla cenzorów głosiły: „(...) w stosunku do niżej wymienionych pisarzy, naukowców i publicystów przebywających na emigracji (w większości współpracowników wrogich wydawnictw i środków propagandy antypolskiej) należy przyjąć zasadę bezwarunkowego eliminowania ich nazwisk oraz wzmianek o ich twórczości, poza krytycznymi, z prasy, radia i TV oraz publikacji nieperiodycznych o nienaukowym charakterze (literatura piękna, publicystyka, eseistyka)”.

## Powrót do PRL
Do Polski wrócił w 1987 i zamieszkał w Domu Księży Emerytów w Korczynie k. Krosna.
Zmarł 3 czerwca 1989 roku. Pogrzeb odbył się w kaplicy w Sobniowie. Mszy św. koncelebrowanej przewodniczył ks. bp Ignacy Tokarczuk, a homilię wygłosił ks. abp Jerzy Ablewicz, w której powiedział, m.in.: „Był to kapłan, który pracował nad sobą i nad swoją świętością.... Trzeba dzisiaj oddać cześć jego wiedzy, ale trzeba równocześnie uświadomić sobie, że to była wiedza świętych, to była wiedza na usługach miłości Boga i ludzi, to znaczy świętości”.

## Wybrane publikacje
- Papiestwo i Polska. Niektóre fakty i dokumenty z historii Polski dawnej i bieżącej zaczepiane przez nieuczciwą publicystykę polską, zebrał i ocenił Stanisław Bełch, Londyn: F. Mildner 1943.
- Jan Długosz, Życie świętego Stanisława biskupa krakowskiego. (Cz. 1), wyd. Stanisław Bełch, Londyn: F. Mildner 1944.
- O prawdę i treść wychowania polskiego: exposé Z. Kaczyńskiego, wygłoszone na posiedzeniu Rady Narodowej w dniu 17.2.1944 wobec zasad i postulatów katolickich, Londyn 1944.
- Rzeczy o wychowaniu istotne: (katolicka ideologia wychowawcza), Londyn: F. Mildner 1945.
- Watykan a sprawa polska w chwili obecnej, London: skł. gł. F. Mildner 1945.
- Doktryna świętego Tomasza z Akwinu o wierze jako cnocie boskiej, London: Polskie Koło Tomistyczne 1946.
- Jan Długosz, Życie świętego Stanisława biskupa krakowskiego, wyd. Stanisław Bełch, London: F. Mildner & Sons 1953.
- Magistri Pauli Vladimiri – decretum doctoris Scriptum denunciatorium errorum Satyrae Ioannis Falkenberg O.P., Concilio Constantiensi datum, Rzym: Sacrum Poloniae Millennium 1955.
- Tractatus „Opinio hostiensis” (at the Council of Constance) by Paulus Vladimiri, Rzym: Sacrum Poloniae Millennium 1956.
- Katechizm małżeński, London: „Veritas” 1962.
- Paulus Vladimiri and his Doctrine Concerning International Law and Politics, The Hague: Moutton&Co. 1965.
- Prace Historyczne, t. 1, Londyn: Veritas 1965.
- Św. Stanisław Biskup Męczennik Patron Polaków, Londyn: Veritas 1977.
- Paulus Vladimir, Opera omnia, opracował ks. S. Bełch – maszynopis.
- Św. Tomasz z Akwinu, Summa Teologiczna, 34 tomy, redaktor ks. Stanisław Bełch (przekłady: ks. Pius Bełch OP – 14 tomów, ks. Feliks Bednarski OP – 9 tomów, ks. Stanisław Piotrowicz – 4 tomy, ks. Romuald Kostecki OP – 3 tomy, ks. Stanisław Bełch – 3 tomy i ks. Andrzej Głażewski – l-tom), Londyn: Veritas 1962-1986.
- 900 lecie męczeństwa św. Stanisława biskupa krakowskiego patrona Polski, Rzym: Corda-Cordi 1978.
- Jan Długosz, Życie świętego Stanisława, biskupa krakowskiego, red. ks. Stanisław Bełch, Londyn: F. Mildner and Sons 1984.
- Doktryna polityczna św. Tomasza z Akwinu”, [w:] Myśl społeczna i polityczna na emigracji, red. nauk. Feliks Gross, t. 1: Chrześcijańska myśl społeczna na emigracji, red. Zygmunt Tkocz, Londyn: „Odnowa” – Lublin: „Norbertinum” 1991, s. 44–58.